# از آتشت توبه کن
از آتشت توبه کن یا از جادویت توبه کن (به هندی: Tauba Tera Jalwa) فیلمی محصول سال ۲۰۲۴ و به کارگردانی آکاشیداتا لاما است. در این فیلم بازیگرانی همچون جاتین خورانا، آمیشا پاتل و آنجلا کریسلینزکی ایفای نقش کرده‌اند.